# Shahpur (Uttar Pradesh)
Shahpur è una suddivisione dell'India, classificata come nagar panchayat, di 17.186 abitanti, situata nel distretto di Muzaffarnagar, nello stato federato dell'Uttar Pradesh.